# Oco (Espanha)
Oco (em castelhano) ou Oko (em basco) é um município da Espanha na província e comunidade foral (autónoma) de Navarra. Tem 3,28 km² de área e em 2021 tinha 74 habitantes (densidade: 22,6 hab./km²).

## Demografia
| Variação demográfica do município entre 1991 e 2004 | Variação demográfica do município entre 1991 e 2004 | Variação demográfica do município entre 1991 e 2004 | Variação demográfica do município entre 1991 e 2004 |
| --------------------------------------------------- | --------------------------------------------------- | --------------------------------------------------- | --------------------------------------------------- |
| 1991                                                | 1996                                                | 2001                                                | 2004                                                |
| 95                                                  | 91                                                  | 81                                                  | 76                                                  |